# Just Say No

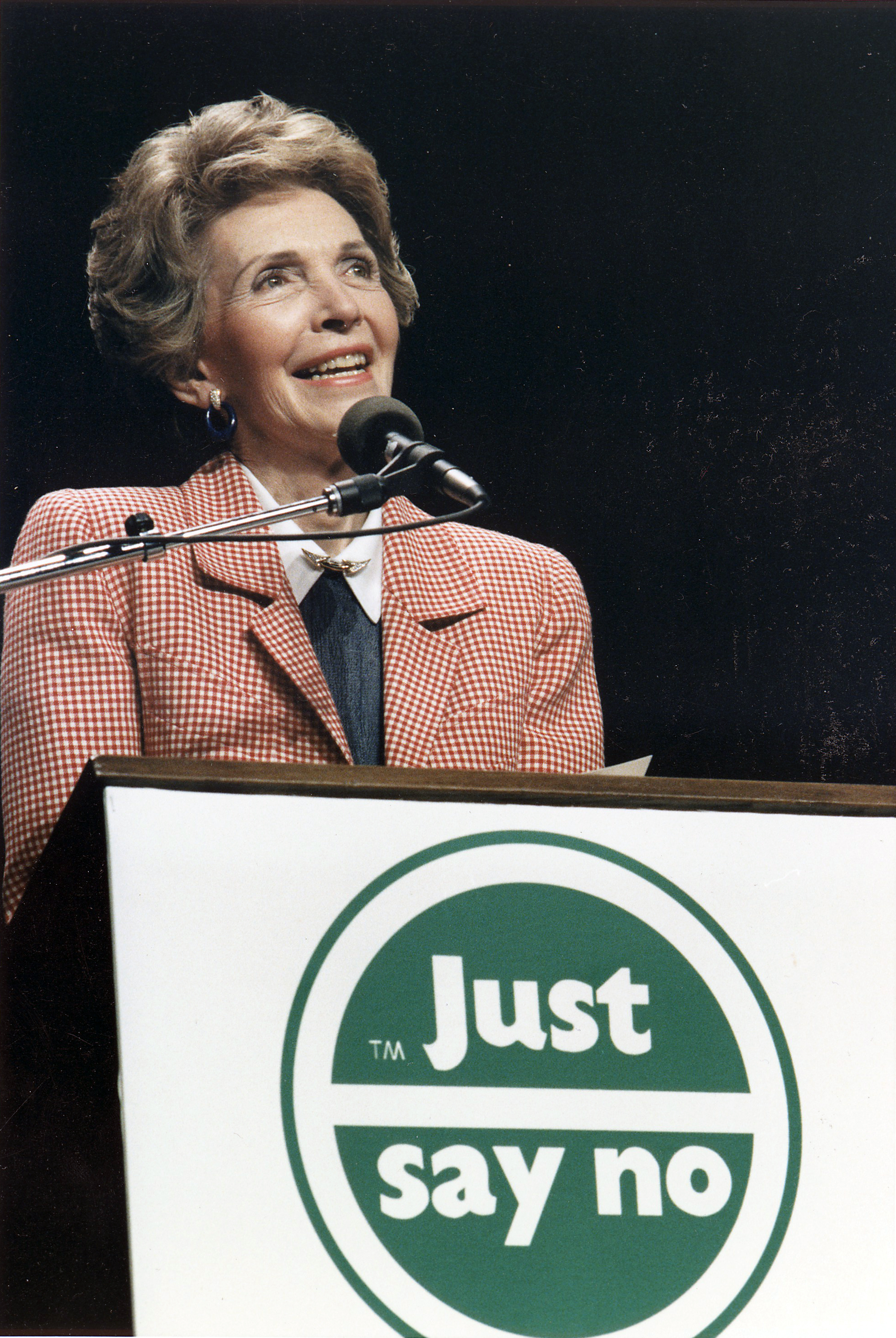
Nancy Reagan.

 (décembre 2016).
Si vous disposez d'ouvrages ou d'articles de référence ou si vous connaissez des sites web de qualité traitant du thème abordé ici, merci de compléter l'article en donnant les références utiles à sa vérifiabilité et en les liant à la section « Notes et références ».
Just Say No (en anglais : « Dis juste non ») est une campagne d'éducation faite dans les années 1980 afin de décourager les enfants et les adolescents de toucher à la drogue. Elle a été créée par le président américain de l'époque Ronald Reagan dans le cadre de sa guerre contre les drogues (War on Drugs). Ce slogan a été créé et supporté par la Première dame, épouse de Reagan, Nancy Reagan.